# リディバイダー
『リディバイダー』（原題: Kill Switch、別題: Redivider）は、2017年のアメリカ合衆国・オランダのSF映画。
監督はティム・スミット、出演はダン・スティーヴンスとベレニス・マーロウなど。
もう一つの地球を作ってエネルギーを取り出す新技術を実現した近未来を舞台にしたスペクタクルSFサスペンスアクション映画で、現実世界を客観視点、複製世界「エコーワールド」をFPSのように主人公の一人称視点で表現し、随所に主人公のステータスが表示されるなど、ゲームのような演出も施されている。
松竹エクストリームセレクション第6弾作品。

## ストーリー
近未来、地球はエネルギー枯渇の危機に直面していた。人類はコピーしたもう一つの地球＝エコーワールドを創り出し、そこから資源を調達することによって、この危機を打開しようとした。だが、地球とエコーワールドを繋ぐ巨大タワーの暴走により、地球は崩壊の危機に陥ってしまう。
元NASAのパイロット・ウィルは原因を探るためにエコーワールドへ送り込まれる。

## キャスト
※括弧内は日本語吹替
- ウィル・ポーター: ダン・スティーヴンス（小松史法）
- アビゲイル・ヴォス: ベレニス・マーロウ（松本梨香）
- マイケル: ティゴ・ヘルナント（英語版）（福里達典）
- ミア: チャリティー・ウェイクフィールド（英語版）（北村幸子）
- ベクトマン: バス・カイザー
- ヒューゴ: マイク・リバノン（本田裕之）
- クリンセン博士: マイク・レウス

## 製作
2016年2月、ティム・スミットが監督、チャーリー・キンディンガーとオミッド・ノーシンが脚本を務める映画『リディバイダー』の製作とダン・スティーヴンスとベレニス・マーロウが出演することが発表された。また、プロデューサーとしてアーロン・ライダーも参加する。テーマソングはドン・ディアブロが手がけている。